# Apple SOS
El SOS o Sophisticated Operating System (sistema operatiu sofisticat), o /ˈsɔːs/, és el principal sistema operatiu de l'ordinador Apple III. SOS va ser desenvolupat per Apple Computer i llançat a l'octubre de 1980.
El 1985, Steve Wozniak, tot i ser crític amb els defectes de maquinari de l'Apple III, va anomenar SOS com "el millor sistema operatiu de la història de qualsevol microordinador ".

## Detalls tècnics
SOS és un sistema operatiu per a un sol usuari amb tasca única. Fa que els recursos de l'Apple III estiguin disponibles en forma de programa d'utilitat basat en menús, així com una interfície de programació d'aplicacions (API). Es carrega un únic programa en arrencar, anomenat intèrpret. Un cop carregat, l'intèrpret pot utilitzar l'API SOS per fer sol·licituds del sistema. L'API SOS es divideix en quatre àrees principals:
1. Crides de fitxers: crear, destruir, canviar el nom, obrir, tancar, llegir, escriure fitxers; set, get prefix (directori de treball actual); configurar, obtenir informació del fitxer; obtenir informació de volum; set, set mark, EOF i nivell de fitxers
2. Crides al dispositiu: obteniu l'estat, el número del dispositiu i la informació d'un dispositiu; enviar dades de control del dispositiu
3. Crides de memòria: sol·liciteu, cerqueu, canvieu, deixeu anar el segment de memòria; obtenir informació del segment; defineix el número de segment
4. Crides a la utilitat: obtenir, establir tanca (llindar d'esdeveniment); aconseguir, fixar el temps; obtenir dades analògiques (joystick); acabar.

### System Utilities - File manager
El programa System Utilities Apple III estava inclòs amb tots els ordinadors Apple III. Portava el primer File manager, de la història dels micro-ordinadors. Proporcionava la interfície d'usuari del propi sistema operatiu per a la configuració del sistema i la gestió de fitxers. El programa Utilitats del sistema estava basat en un menú i permetia fer tasques en tres categories:
1. Device manager - Gestor de dispositius: copiar, canviar el nom, formatar, verificar volums (unitats); llistar els dispositius; establir l'hora i la data
2. File manager - Gestor de fitxers: llistar, copiar, eliminar, canviar el nom dels fitxers; crear subdirectoris; establir protecció contra escriptura de fitxers; definir el prefix (directori de treball actual)
3. SCP -Programa de configuració del sistema (SCP): configurar els controladors de dispositiu.[6]

SOS té dos tipus de dispositius amb els quals es comunica mitjançant controladors de dispositiu: dispositius de caràcters i dispositius de bloqueig. Exemples de dispositius de caràcters SOS són els teclats i els ports sèrie. Les unitats de disc són dispositius de bloc típics. Els dispositius de blocs poden llegir o escriure un o més blocs de 512 bytes alhora; els dispositius de caràcters poden llegir o escriure caràcters individuals alhora.

### Seqüència d'arrencada

Estructura

Quan s'encén, l'Apple III funciona mitjançant diagnòstics del sistema i, a continuació, llegeix el bloc número zero de la unitat de disquet integrada a la memòria i l'executa. Els disquets amb format SOS situen un programa de càrrega al bloc zero. Aquest programa de càrrega cerca, carrega i executa un fitxer anomenat SOS. KERNEL, que és el nucli i l'API del sistema operatiu. Al seu torn, el nucli cerca i carrega un fitxer anomenat SOS. INTERP (l'intèrpret o el programa que s'executa) i SOS. DRIVER, el conjunt de controladors de dispositiu a utilitzar. Un cop carregats tots els fitxers, el control es passa al SOS. Programa INTERP.
Apple ProDOS utilitza el mateix sistema de fitxers que SOS. En un disc formatat per ProDOS, el carregador ProDOS i el carregador SOS s'escriuen als blocs zero i un, respectivament. El carregador ProDOS inclou codi que es pot executar en un Apple III i que carregarà en cadena el carregador SOS del bloc 1, de manera que SOS i ProDOS poden coexistir al mateix volum. Alguns programes, com ara ADTPro, en fan ús per emmagatzemar les versions Apple II i Apple III d'un programa al mateix disc, que després es pot arrencar en tots dos sistemes.